# José Fernández de Velasco y Sforza
José María Fernández de Velasco y Sforza (Madrid, 2 de juliol de 1910 – 8 de maig de 1986) fou un aristòcrata i historiador espanyol, membre de la Reial Acadèmia de la Història.

## Biografia
Era fill de Guillermo Fernández de Velasco Balfe, XVII duc de Frías, i de Carolina Sforza-Cesarini. A la mort del seu pare el 1937 va heretar el seu títol. Es va casar amb María de Silva y Azlor de Aragón, i no van tenir fills. Membre de la noblesa, entre altres títols tenia el de comte d'Alcaudete, comte de Fuensalida i marquès de Berlanga. Era batlle gran creu d'Honor de la Sobirana Orde de Malta i va rebre la gran creu de l'Orde d'Isabel la Catòlica.
Va publicar articles en revistes especialitzades utilitzant com a base l'arxiu de la seva família. El 1974 fou admès com a acadèmic a la Reial Acadèmia de la Història. Gràcies al seu mecenatge fou possible catalogar l'arxiu del castell de Montemayor a Montilla (província de Còrdova).